# Тенно, Артур Данилович
А́ртур Дани́лович Те́нно (эст. Artur Daniel Tenno; 21 июля 1894, Кастре-Вынну — 11 апреля 1963, Тори) — эстонский и советский военачальник, подполковник артиллерии.

## Биография
Артур Данилович Тенно родился 21 июля 1894 года в волости Кастре-Вынну Юрьевского уезда (ныне эстонский уезд Тартумаа) Лифляндской губернии. У него были братья Павел (также военный, артиллерист, Георгиевский кавалер) и Йоханн, а также сёстры Йоханна и Марта.
Учился в Тартуском университете, состоял в студенческом обществе «Сакала». После начала Первой мировой войны переведён в Павловское военное училище, которое окончил в 1917 году как артиллерист.
После становления независимости Эстонии участвовал в Освободительной войне, был награждён Крестом Свободы I класса 3-й степени. В годы независимости Эстонии Тенно продолжил службу в эстонской армии, дослужился до звания подполковника и командовал 5-й артиллерийской группой. После присоединения Эстонии к СССР с сохранением звания переведён в РККА, назначен командующим 626-м гаубичным артиллерийским полком при 182-й стрелковой дивизии, базировавшейся в Таллине.
28 июня 1941, уже после начала Великой Отечественной войны, Тенно был смещён с должности командира и арестован по обвинению в антисоветской и прогитлеровской агитации (пункт 10, статья 58 УК РСФСР). Особой тройкой НКВД приговорён 15 мая 1943 года к 10 годам лишения свободы. Отбывал наказание в Красноярском крае. Освобождён после смерти Сталина, вернулся в Эстонию.
Скончался 11 апреля 1963 в городе Тори (Пярнуский район, ныне уезд Пярнумаа).